# Intimacy
Intimacy ist ein erotisches Filmdrama von Patrice Chéreau aus dem Jahr 2001, das auf der Berlinale den Goldenen Bären gewann.

## Handlung
Jeden Mittwoch besucht Claire den Barkeeper und heruntergekommenen Musiker Jay, der schon in die Jahre gekommen ist und den sie zufällig kennengelernt hat, um in seiner Wohnung Sex mit ihm zu haben. Die beiden kennen zunächst nicht den Namen ihres Partners. Nach einem ihrer Treffen folgt Jay Claire heimlich in ein Vorstadttheater und entdeckt, dass sie als Schauspielerin in Tennessee Williams’ Stück Die Glasmenagerie auf der Bühne steht. Er findet heraus, dass sie mit dem Taxifahrer Andy verheiratet ist und einen Sohn mit ihm hat. Jay schließt Bekanntschaft mit Andy, den er über Claire, ihre Gewohnheiten, ihre Schauspielerei und ihr Leben ausfragt und erfährt jetzt erst den Namen seiner Sexpartnerin. Dieses Wissen verändert jedoch seine Einstellung zu ihr und zerstört die Basis einer bisher nur auf Sexualität basierenden Beziehung. Nach und nach wird ihm bewusst, dass Claire sich wohl nicht von ihrem Mann trennen wird. Nachdem ihr heimliches Verhältnis aufgeflogen ist, treffen sie sich ein letztes Mal und haben Sex in einer Intensität und Nähe, die sie in allen ihren vorherigen Treffen niemals erlebt hatten. Damit endet ihre Beziehung.

## Kritiken
Der Film löste in USA und in Europa kontroverse Kritiken aus.
- 3sat lobte den Film: „Bei seiner Uraufführung löste Patrice Chéreaus preisgekröntes Drama Intimacy auf Grund seiner freizügigen Sexszenen kontroverse Diskussionen aus. Tatsächlich verfällt der anspruchsvolle Film nach Motiven von Hanif Kureishi nie dem Voyeurismus. Vielmehr geht es Chéreau darum, das komplexe Seelenleben seiner Protagonisten auszuloten, wobei den Sexszenen eher eine metaphorische als eine erotische Bedeutung zukommt.“
- Die Zeit 09/2001 kam zu einer ähnlichen Einschätzung: „Mit Intimacy hat Patrice Chéreau völlig zu Recht den Wettbewerb der 51. Berlinale gewonnen. Die Feinnervigkeit des Films, dessen energische Handkamera den Figuren ihre Unruhe direkt von der Haut abzulesen oder sie sogar aus der Luft um sie herum aufzuschnappen scheint, reicht über den Film selbst hinaus.“[1]
- Cinema schrieb: „Die bewegendste und erotischste Szene spielt sowieso nicht im Bett: Jay folgt Claire heimlich durch London. In einer Gasse verliert er sie. Doch sie erkennt ihn, als sie, von ihm unbemerkt, aus einem Laden tritt. Jetzt folgt sie ihm. So lotet der Berlinale-Gewinner bedrückend intensiv das komplexe Zusammenspiel von Liebe und Intimität aus: Die Suche nach dem Anderen läuft ins Leere. Das macht ‚Intimacy‘ zu einem nachdenklichen Film für Erwachsene, die um die Ängste, Verletzungen, Hoffnungen und Enttäuschungen des Lebens wissen. Und zu einem, der die Seele berührt.“[2]

## Auszeichnungen
Bei den 51. Filmfestspielen Berlin 2001:
- Goldener Bär für den besten Film
- Silberner Bär für die beste Darstellerin (Kerry Fox)
- Blauer Engel für den besten europäischen Film